# Траве (река)
Тра́ве (нем. Trave, немецкое произношение: [ˈtʁaːvə]) — река в Германии, протекает по территории Федеральной земли Шлезвиг-Гольштейн. Площадь водосборного бассейна — 2665 км². Впадает в Балтийское море.
Река протекает через города: Бад-Зегеберг, Бад-Ольдеслоэ и Любек, впадает в море в пригороде Любека — Травемюнде.

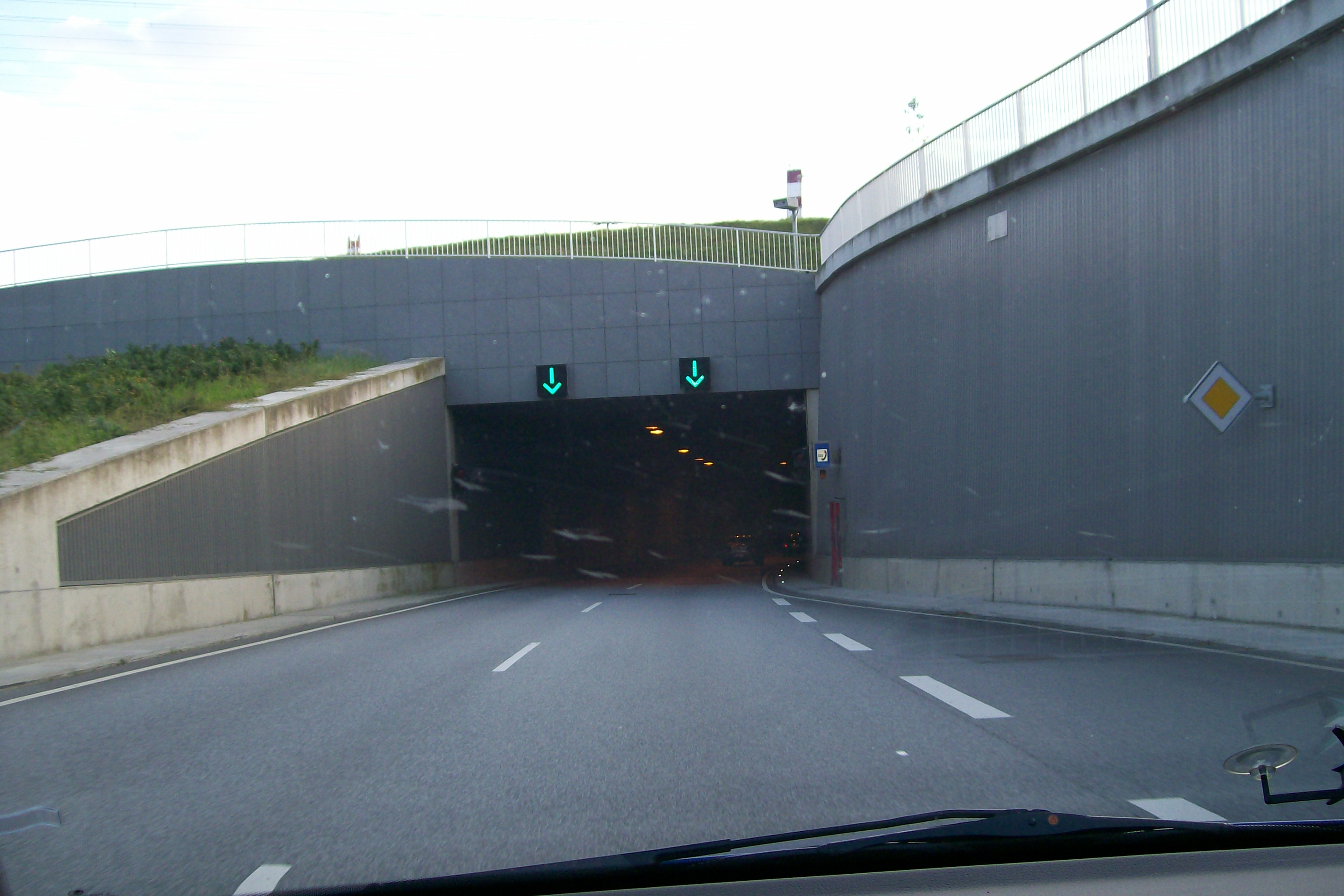
Herrentunnel под Траве

В 2005 году под Траве был открыт автомобильный тоннель длиной 780 метров (Херрентоннель), связавший районы Любека Израэльсдорф и Кюкниц.